# Иван Златарев (актьор)
Вижте пояснителната страница за други личности с името Иван Златарев.
Иван Лазаров Златарев е български актьор.

## Биография
Роден е в София на 21 август 1939 г. През 1970 г. завършва актьорско майсторство за драматичен театър във ВИТИЗ „Кръстьо Сарафов“ в класа на проф. Филип Филипов. През 1970 – 1971 г. играе на сцената на Плевенския драматичен театър. От 1971 до 1978 г. работи в Пловдивския драматичен театър, а от 1978 до 2006 г. в Народен театър за младежта.
Има две деца, като едно от тях е актрисата Лазара Златарева, известна като „Кака Лара“.
Иван Златарев умира на 81 години на 26 ноември 2020 г.

## Роли
Иван Златарев играе множество роли, по-значимите са:
- Македонски – „Хъшове“ на Иван Вазов
- Иванчо Йотата – „Чичовци“ на Иван Вазов
- Присипкин – „Дървеница“ на Владимир Маяковски
- Попинджен – „Параграф 22“ на Джоузеф Хелър
- Оронт – „Мизентроп“ на Молиер
- Кулигин – „Три сестри“ на Антон Чехов
- Ханджията – „Мрак“ на Антон Страшимиров[1]

## Телевизионен театър
- „Всяка есенна вечер“ (1984) (Иван Пейчев)

## Филмография
Иван Златарев има роли и в киното:
- Дунав мост (7-сер. тв, 1999) – полицай
- „Магия’82“ (1988) - Демир Градев, отговорния партиец
- „Кристали“ (1981)
- „Игра с огъня“ (1981) –  старшията Горан
- „Дом за нежни души“ (1981) – Милушев
- „Вярност“ (2-сер., 1980)
- „По дирята на безследно изчезналите“ (4-сер. тв, 1978)
- „Бой последен“ (1977) – Фердо
- „Дубльорът“ (1974) – лекарят
- „Иван Кондарев“ (1974), (2 серии)
- „На всеки километър“ (26-сер. тв, 1969 – 1971)